# 563 TCN
563 TCN là một năm trong lịch La Mã.